# هارون وارد (ضابط)
هارون وارد (بالإنجليزية: Aaron Ward)‏ هو ضابط أمريكي، ولد في 10 أكتوبر 1851 في فيلادلفيا في الولايات المتحدة، وتوفي في 5 يوليو 1918.